# Codice segreto desiderio
Codice segreto desiderio (Victim of Desire) è un film direct-to-video statunitense del 1995 diretto da Jim Wynorski. È un thriller erotico su una donna sospettata di omicidio che cerca di usare la seduzione come arma. Il film fu distribuito negli Stati Uniti in VHS l'8 marzo 1995 dalla New Horizons Home Video.

## Trama
L'investigatore Peter Starky è sulle tracce di 70 milioni di dollari sottratti in contanti. Il sentiero conduce a Leeland Duvall, un ricco uomo d'affari. Ma quando Duvall muore in un misterioso incidente d'auto, la moglie della vittima, Carla, diventa la principale sospettata. Proprio mentre Starky viene coinvolto sentimentalmente con Carla, le prove lo indicano come suo complice nell'omicidio.

## Distribuzione

### Data di uscita
Le date di uscita internazionali sono state:
- 8 marzo 1995 negli Stati Uniti
- 24 ottobre 1997 in Germania (Im Netz der Leidenschaft)
- 17 dicembre 1998 in Grecia (I taftotita tou enohou)

In Italia fu trasmesso direttamente in televisione, il 9 gennaio 1998 in seconda serata su Raitre.

## Accoglienza
Mick Martin e Marsha Porter hanno recensito il film negativamente nella Video Movie Guide 1998, scrivendo: "Sarai tu, caro lettore, ad essere vittima della noia guardando questo tappabuchi su un G-man incastrato per l'omicidio di un truffatore su cui sta indagando". TV Guide lo definisce una brutta copia de La fiamma del peccato, scrivendo inoltre: "Qualsiasi film che getti Shannon Tweed tra le braccia di Marc Singer e non riesca a eccitare il suo pubblico merita di essere evitato da tutti gli amanti del brivido. (...) Bloccato nella modalità di ricostruzione del giallo, Codice segreto desiderio fa ben poco per camuffare le sue impronte; calpesta tutto il familiare territorio della truffa-omicidio, lasciando più tracce di Hansel e Gretel. Purtroppo, dal momento che il pubblico è parecchie miglia avanti rispetto ai detective, questo pacchiano intrattenimento per adulti scivola ulteriormente nel cumulo di spazzatura accollando a Singer una spalla alla Joe Pesci, Marv Riker. È difficile decidere con chi Singer abbia meno rapporti: il volgare poliziotto o la voluttuosa belle dame sans merci. (...) A parte il climax del nascondino, messo in scena con un certo brio, questo non-thriller spara a salve. Il pubblico dovrebbe essere spruzzato di feromoni per eccitarsi con questo indecente noir mancato.